# Frank Kechele
Frank Kechele (ur. 3 września 1986 w Nördlingen) – niemiecki kierowca wyścigowy, w sezonie 2009 startujący w serii ADAC GT Masters.
Karierę w sportach motorowych rozpoczął od kartingu, w którym odnosił liczne sukcesy. W 2003 roku przeniósł się do juniorskiej Formuły Renault 2.0, gdzie ścigał się w serii niemieckiej, holenderskiej i skandynawskiej. W kolejnym sezonie kontynuował starty w serii niemieckiej i skandynawskiej, której został wicemistrzem. Wziął udział także w dwóch wyścigach serii Eurocup. W sezonie 2005 wystartował w Niemieckiej Formule 3, w której zajął 5. miejsce (wygrał jeden wyścig, w trzech kolejnych był na podium). W kolejnym roku wrócił do Formuły Renault 2.0 i wygrał serię FR2.0 Northern European Cup, a w Eurocup był szósty. 
W 2008 roku przesiadł się do samochodów typu GT. Wystartował w serii ADAC GT Masters, gdzie w pierwszym roku zajął w klasyfikacji generalnej trzecie miejsce. W sezonie 2009 jego partnerem w zespole ARGO Racing był Polak Kuba Giermaziak.